# Silao
Silao (teljes nevén: Silao de la Victoria) egy város Mexikó Guanajuato államának középső–nyugati részén. 2010-ben lakossága meghaladta a 74 000 főt.

## Földrajz

### Fekvése
A város Mexikó középső részén, Guanajuato állam középpontjától nyugatra fekszik, nagyjából León és Irapuato között félúton. Mindkét nagyvárossal az országos jelentőségű 45-ös főút köti össze.

### Éghajlat
A város éghajlata meleg, nyáron és ősz elején csapadékos. Minden hónapban mértek már legalább 31 °C-os hőséget, de a rekord nem érte el a 38 °C-ot. Az átlagos hőmérsékletek a januári és decemberi 16,0 és a májusi 23,6 fok között váltakoznak, a téli hónapokban gyenge fagyok előfordulhatnak. Az évi átlagosan 696 mm csapadék időbeli eloszlása nagyon egyenetlen: a júniustól szeptemberig tartó 4 hónapos időszak alatt hull az éves mennyiség több mint 80%-a.
| Hónap                                   | Jan. | Feb. | Már. | Ápr. | Máj. | Jún. | Júl. | Aug. | Szep. | Okt. | Nov. | Dec. | Év   |
| --------------------------------------- | ---- | ---- | ---- | ---- | ---- | ---- | ---- | ---- | ----- | ---- | ---- | ---- | ---- |
| Rekord max. hőmérséklet (°C)            | 31,8 | 35,2 | 34,5 | 37,1 | 37,2 | 37,8 | 34,0 | 37,0 | 36,0  | 35,5 | 31,7 | 31,9 | 37,8 |
| Átlagos max. hőmérséklet (°C)           | 24,6 | 25,7 | 28,1 | 30,4 | 32,3 | 29,8 | 27,8 | 28,1 | 27,6  | 26,9 | 25,9 | 24,5 | 27,6 |
| Átlaghőmérséklet (°C)                   | 16,0 | 17,5 | 19,6 | 21,7 | 23,6 | 22,7 | 21,5 | 21,5 | 20,7  | 19,7 | 17,8 | 16,0 | 19,9 |
| Átlagos min. hőmérséklet (°C)           | 7,4  | 9,3  | 11,2 | 13,0 | 15,0 | 15,6 | 15,1 | 15,0 | 13,9  | 12,4 | 9,8  | 7,6  | 12,1 |
| Rekord min. hőmérséklet (°C)            | −2,0 | −7,0 | 1,5  | 3,5  | 5,5  | 7,0  | 4,0  | 6,0  | 5,0   | 4,0  | 1,0  | −2,0 | −7,0 |
| Átl. csapadékmennyiség (mm)             | 18   | 5    | 7    | 6    | 32   | 101  | 209  | 156  | 110   | 34   | 10   | 10   | 696  |
| Forrás: Servicio Meteorológico Nacional |      |      |      |      |      |      |      |      |       |      |      |      |      |

## Népesség
A település népessége a közelmúltban folyamatosan növekedett:
| Év   | Lakosság |
| ---- | -------- |
| 1990 | 50 828   |
| 1995 | 58 457   |
| 2000 | 61 661   |
| 2005 | 66 483   |
| 2010 | 74 242   |

## Története
Silao mai helyén korábban otomí indiánok éltek, akiket a taraszkók leigáztak. Ekkor az itteni település a Tzinacua nevet kapta, ami nyelvükön azt jelenti, hogy „(sűrű) füst helye”, valószínűleg azért, mert a Comanjillánál megtalálható termálvizekből sűrű gőzök szállongtak. Később a spanyolok a Tzinacua nevet a „sin agua” („víz nélkül”) eltorzított alakjaként értelmezve Sinauának és Silaguának nevezték a települést, a mai név ebből alakult ki.
1833. február 3-án a település villa rangot kapott, majd 1861. július 21-én Silao de la Victoria névvel még magasabb, ciudad rangra emelkedett. 1833. október 31-én a centralisták és a föderalisták között csata dúlt a közelben, amely Mariano Arista és Gabriel Durán föderalista vezérek vereségével végződött. 1859. november elsején Loma de las Animasnál a juarista Manuel Doblado győzelmet aratott Alfaro emberei felett, majd a következő évben augusztus 10-én egy még jelentősebb ütközet zajlott le a közelben: ennek alkalmával Doblado, Jesús González Ortega és Ignacio Zaragoza köztársasági csapatai győzték le az árulóvá vált, Habsburgokkal együttműködő Miguel Miramónt. 1898. július 18-án hatalmas árvíz pusztított Silaóban, az anyagi károk mellett számos emberéletet is követelve, majd 1915. június 3-án ismét fegyveres összetűzésre került sor a közelben: ezúttal a villisták győzték le a carranzistákat.

## Turizmus, látnivalók, kultúra
A városban több régi műemlék is található. A klasszicista Szent Jakab-templomot a 17. század végén kezdték építeni, és 1728-ra készült el, és szintén a 17. század végéről származik a Templo del Santuario is. 1834-ben épült a Templo de la Casa de Ejercicios, valamint jelentős épület még a Községi Palota, amely korábban börtönként is működött. A turisták kedvelt célpontja az 1949-ben elkészült, 20 méter magas Krisztus király szobor, amely a Cubilete nevű hegyen áll. Minden év októberének utolsó vasárnapján a szobornál ünnepséget is tartanak. Ugyancsak fontos rendezvény a július második felében több héten át tartó fesztivál, amelyet Szent Jakab apostol tiszteletére tartanak, de nem csak vallási jellegű, hanem mezőgazdasági, ipari és kézműves kiállításokat és vásárokat is tartanak. A helyi kézművesek fő termékei a fából készült bútorok és játékok, valamint a gyapjúból készült szőnyegek és sarapék.